# تقرير المصير الفلسطيني
يشير تقرير المصير الفلسطيني إلى تطلعات بعض الفلسطينيين والقوميين الفلسطينيين لزيادة الحكم الذاتي وسيادة الإستقلالية  وكذلك إلى الحق المعترف به دولياٌ في تقرير المصير المطبق على فلسطين. مثل هذه الآراء تعد ملامح لكل من حل الدولة الواحدة وحل الدولتين. في حل الدولتين، يشير هذا عادةً إلى مبادرات السلامة الإقليمية، كمقاومة الاحتلال في الضفة الغربية، أو جهود الضم في القدس الشرقية أو حرية التنقل على طول الحدود، وكذلك الحفاظ على المعالم المهمة مثل المسجد الأقصى.

## نظرة عامة
من الأمثلة على السياسيين الفلسطينيين المعاصرين الذين يعدون من أنصار حق تقرير المصير الفلسطيني صائب عريقات. في حل الدولة الواحدة، عادةً ما يتخذ تقرير المصير الفلسطيني شكل دعوات لإعادة توحيد الفلسطينيين، والتي سوف تشمل انعكاس لقرار الأمم المتحدة لعام 1948 بتقسيم فلسطين. قام بعض الفلسطينيين المناصرين لتقرير المصير مثل إدوارد سعيد برسم حالة من التشابه بين الصهيونية والاستعمار. مؤيدون آخرون لتقرير المصير الفلسطيني مثل جميل عفارة، قاموا بإجراء تشابه بين الظروف في الأراضي الفلسطينية ومحميات أرض البانتوستان في عهد الفصل العنصري في جنوب إفريقيا.